# 堺泉北臨海工業地帯

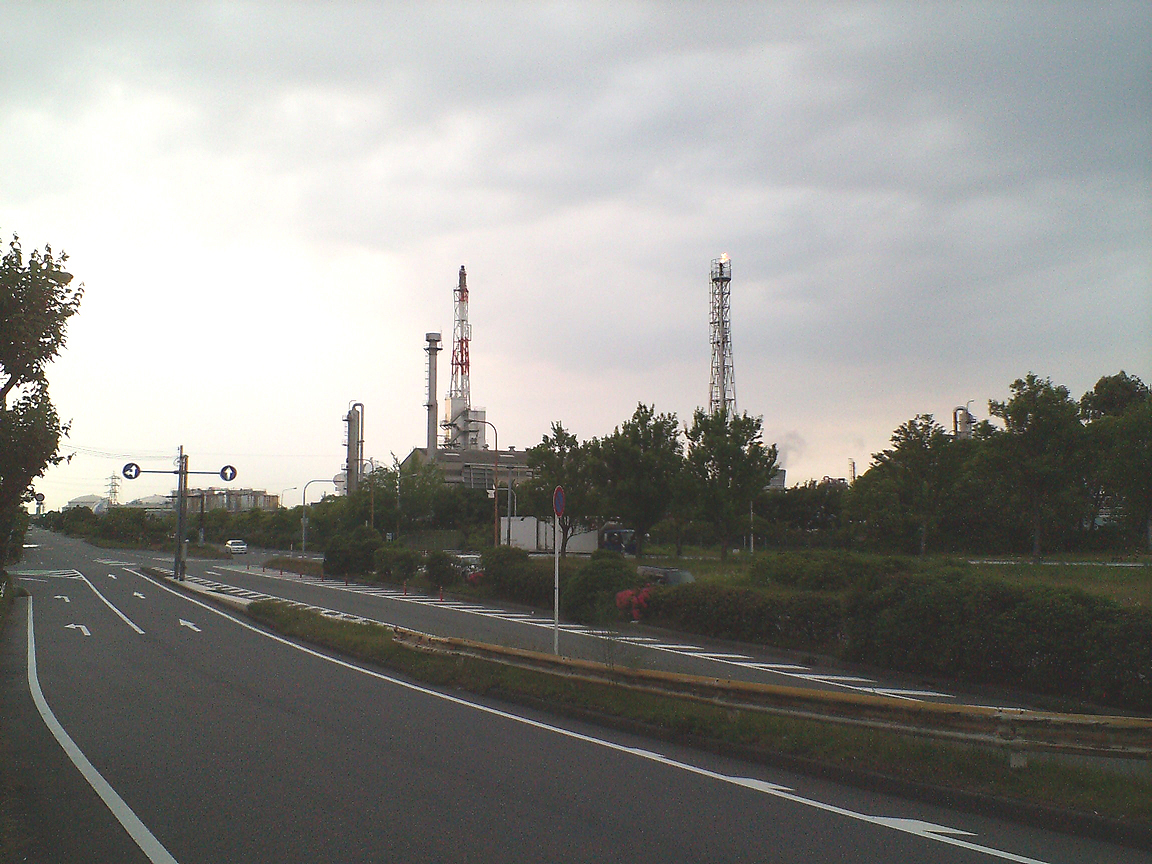
堺泉北臨海工業地帯（高石市域）

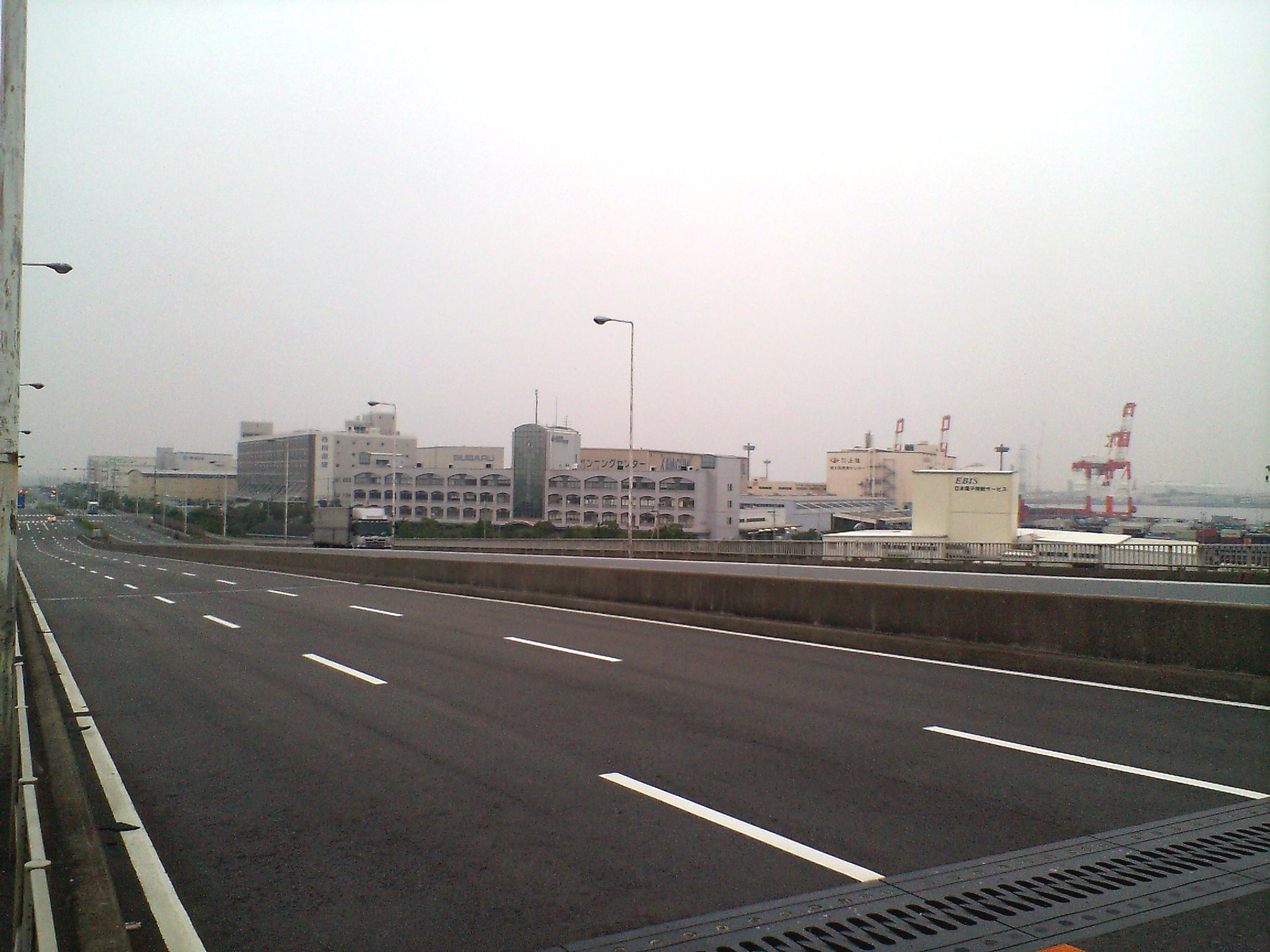
堺泉北臨海工業地帯（泉大津市域）

堺泉北臨海工業地帯（さかいせんぼくりんかいこうぎょうちたい）は、大阪湾に注ぐ大和川 - 大津川間の沿岸部を埋め立てて造成された工業地域。堺泉北臨海工業地域とも。大阪府堺市堺区・西区、高石市、泉大津市にまたがり、堺泉北港の港湾機能を持つ。石油・化学・鉄鋼・金属などの工場、発電所、ガス製造所などが立地し、大阪府の製造品出荷額のおよそ14%を占める。

## 概要
面積
約2000ヘクタール
事業所数
253（4人以上の事業所）
従業者数
1万6096人
製造品出荷額
2兆4899億3992万円（大阪府の製造品出荷額の13.7%）
石油・石炭1兆27億6334万円（7事業所、製造品出荷額全体の40.3%）
化学5930億2936万円（54事業所、同23.8%）
鉄鋼4872億5934万円（33事業所、同19.6%）
金属製品1010億5927万円（69事業所、同4.1%）
（大阪の工業（平成20年）工業統計調査結果表）
1957年 - 1966年に堺市の沿岸部が、1961年 - 1972年に泉北郡高石町（1966年より高石市）および泉大津市の沿岸部が整備され、計1711.4ヘクタールが造成された。同時進行で堺港と大津港（1965年より泉北港）の港湾機能も増強され、1969年に両港を統合して堺泉北港となった。堺泉北港は企業専用埠頭が約8割を占め、鉄鉱石など船舶により海外から輸入された原材料を加工して輸出する石油コンビナートとして機能。高炉を持つ新日本製鐵堺製鐵所や日立造船、三井東圧化学、丸善石油などの工場に関西電力、大阪ガスの発電所・ガス製造所がエネルギーを、大阪府が工業用水を供給。中小企業による繊維や金属・機械工業が中心であった阪神工業地帯の産業高度化に寄与し、高度経済成長期の大阪・関西経済を牽引した。
一方、この工業地帯の造成によって泉北地域の漁業はおおむね衰退。大浜・浜寺・高師浜・助松などの海水浴場をはじめ、白砂青松で知られた自然海浜が失われたことに対する批判も少なくなかった。なお、石津川 - 王子川間の沿岸部は浜寺水路によって泉北1区と切り離されているが、これは石油分野の立地が泉北1区に集中することへの安全対策の他に、浜寺公園の保存も大きく関与している。また、昭和40年代後半から大阪府南部で頻発した光化学スモッグとの関連を指摘する声もあるが、臨海工業地帯との因果関係は必ずしも明確ではない。
高度経済成長が終焉し、重化学工業は徐々に衰退。製造品出荷額は1990年の約2兆円をピークに低下した。新日本製鐵が高炉を廃止、日立造船が造船部門を移転。地域内に遊休地が目立つようになった。1992年12月の大阪湾臨海地域開発整備法の成立を受けて、大阪府は次の内容を盛り込んだ大阪湾臨海地域整備計画を策定した。
堺北臨海地区堺2区の低未利用地を中心に、工場以外の整備を計画。国際マリーナ、医療関連研究施設、環境研究・教育施設、大規模スタジアム。このほか共生の森や干潟を整備し、自然環境の回復も図る予定。
高石・泉大津地区泉北ポートサービスセンタービル
1994年の関西国際空港開港にあわせて堺泉北有料道路（現・堺泉北道路）や阪神高速4号湾岸線が全線開通したことによって、近畿の主要都市や関西空港へのアクセスが向上し、運輸会社や流通系企業などの物流センターも立地している。
2004年に、三井化学や、関西電力、宇部興産などの民間企業9社と大阪府、堺市、高石市が任意団体『堺・泉北臨海企業連絡会』を結成した。技術、環境などの分野で協力できる事業を模索し、官民一体となって地域振興策を協議することを目的としている。2006年11月の総会では、活性化計画として年度内に『堺・泉北ベイエリア新産業創生プログラム』を作り、事業などの方向性を示す事が決定され、名称も『堺・泉北ベイエリア新産業創生協議会』となった。
2009年4月、関西電力は堺港発電所（出力200万キロワット）の設備を高効率コンバインドサイクル発電に更新し、大阪ガスはLNGを利用した泉北天然ガス発電所（出力110万キロワット）を新たに設け、運転を開始した。
2009年10月、第10世代のガラス基板を使った液晶パネルを生産するシャープ堺工場が稼動を開始した。大日本印刷（液晶パネル関連部品）、コーニング（米ガラス大手）など液晶関連部品企業も立地。2010年3月にはシャープの太陽電池工場も稼動し、世界全体の太陽電池生産量の半分に相当する1000メガワットの生産能力となる予定。これらの総投資額は1兆円程度と報じられた。

## 事業所のある主な企業
堺1 - 7区（堺市）、泉北1 - 6区（高石市・泉大津市）に区分されている。企業名後の＊印は堺・泉北ベイエリア新産業創生協議会に参加している企業。
- 日本製鉄
- 日立造船
- クボタ
- セントラル硝子
- 栗本鐵工所
- IHIインフラシステム
- 大陽日酸
- 大和ハウス工業
- 日鉄パイプライン&エンジニアリング
- 日鉄鋼板
- 日本酢ビ・ポバール＊
- 丸一鋼管
- コスモ石油＊
- 大阪国際石油精製＊
- ENEOS（かつてのゼネラル石油→東燃ゼネラル石油）＊
- ダイキン工業
- 宇部興産＊
- 不二製油
- ライオン
- DIC＊
- 三井化学＊
- 大阪ガス泉北製造所＊
- 関西電力堺港発電所＊
- アマゾンジャパン
- ライフコーポレーション
- シャープ堺工場
- 三菱マテリアル堺工場・三宝製作所